# Binué
Binué es una localidad española perteneciente al municipio de Jaca, en la Jacetania, provincia de Huesca, Aragón.

## Geografía humana

### Demografía
| Gráfica de evolución demográfica de Binué entre 1842 y 1887 |
| |
| Población de derecho según los censos de población del INE Población de hecho según los censos de población del INEEntre el censo de 1857 y el anterior, crece el término del municipio porque incorpora a 22501 (Abena), 225127 (Ibor) y 225210 (Rapún) Entre el censo de 1897 y el anterior, este municipio desaparece porque cambia de nombre y aparece como el municipio 22501 (Abena) |

### Localidad
Datos demográficos de la localidad de Binué desde 1900:
| 76                    | 69 | 66 | 49 | 42 | 38 | 32 | 25 | 19 | 7 | 7 | 8 | 4 |
| (Fuente: IAEST e INE) |    |    |    |    |    |    |    |    |   |   |   |   |

- Datos referidos a la población de derecho.

### Antiguo municipio
Datos demográficos del municipio de Binué desde 1842:
| 87            | 314 | 308 | 334 | 295 | -- | -- | -- | -- |
| (Fuente: INE) |     |     |     |     |    |    |    |    |

- Entre el censo de 1857 y el anterior, crece el término del municipio porque incorpora a Abena, Ibor y Rapún.
- Entre el censo de 1897 y el anterior, este municipio desaparece porque cambia de nombre y aparece como el municipio de Abena.
- Datos referidos a la población de derecho, excepto en los censos de 1857 y 1860 que se refieren a la población de hecho.